# Chiesa di Satana

Logo della Chiesa di Satana

La Chiesa di Satana è un'organizzazione religiosa fondata nel 1966 a San Francisco, California, USA, da Anton LaVey.
Dal punto di vista della classificazione degli studiosi delle religioni, è un nuovo movimento religioso. Tuttavia, poiché essa non rivela pubblicamente l'identità dei suoi membri, deve essere considerata una setta, visto che non è noto se sia in ascesa o in declino dopo la scomparsa di Anton LaVey, sebbene il suo attuale reggente Peter H. Gilmore assicuri che un numero costante di persone sia affascinato dal culto.

## Storia
I testi di riferimento della Chiesa di Satana sono tre volumi scritti dal suo fondatore: La Bibbia Satanica (The Satanic Bible), I Rituali Satanici (The Satanic Rituals) e La Strega Satanica (The Satanic Witch) scritti da Anton LaVey e Blanche Barton.
Nel 1975 l'ex colonnello di origine italiana Michael Aquino uscì dalla Chiesa di Satana e fondò il Tempio di Set, di cui è stato il capo fino al 2004. I contrasti teologici tra LaVey ed Aquino nacquero nel 1966 (anno in cui uscì la Bibbia Satanica) e sono da ricercare nella loro visione di Satana: mentre per il primo esso è soltanto un esempio, per il secondo rappresenta una vera e propria divinità da venerare. A capo dell'organizzazione c'è il sommo sacerdote che coincise con il fondatore Anton LaVey dal 1966 al 1997, a cui è succeduto Peter H. Gilmore; il sommo sacerdote è coadiuvato dalla gran sacerdotessa, una donna spesso sentimentalmente legata a lui: attualmente questo ruolo è ricoperto da Peggy Nadramia, moglie di Gilmore.
Da allora la Chiesa di Satana rappresenta l'incarnazione del "satanismo ateo" mentre il Tempio di Set è il "satanismo deista", o "occultista" o "tradizionalista": i seguaci di Aquino, sia come numero sia come visibilità mass-mediatica, rimasero sempre in posizione defilata rispetto a quelli di LaVey.

## Caratteristiche generali
Fortemente ispirata ai pensieri di Friedrich Nietzsche, Ayn Rand, Niccolò Machiavelli, Aleister Crowley, Jack London, Carl Jung, Sigmund Freud, John Milton, Giosuè Carducci, Henry Louis Mencken e Mark Twain. 
Per essa ogni uomo rappresenta «il suo proprio dio» ed egli solo è il responsabile del proprio destino; il movimento pone tra i suoi obiettivi principali la gratificazione fisica e mentale dei suoi adepti. In origine i vincoli erano identificati principalmente nei precetti cristiani, nascendo il movimento fondamentalmente in antitesi alla Chiesa cattolica di rito romano, i precetti satanici s'identificano con i «Nine Satanic Statements» in antitesi ai nove peccati satanici descritti nel Libro di Satana (Elemento Fuoco).
La figura di Satana, intesa come individuo, non rappresenta una divinità da servire ma l'esempio guida assoluto del sé, padrone del proprio destino. La Chiesa di Satana indica anche una serie di pratiche liturgiche tra le quali la messa nera; vengono altresì utilizzati altari in legno o un corpo femminile, come descritto nel Capitolo VI del Libro di Lucifero (Elemento Aria).
Le festività celebrate sono Halloween, la notte di Valpurga e il proprio compleanno. 
Il simbolo dell'organizzazione è una stella a cinque punte rivolta verso il basso che inscrive la testa di una capra denominata Baphomet. La stella è a sua volta circoscritta da due circonferenze concentriche. Nello spazio insito tra le due circonferenze sono presenti cinque lettere ebraiche, ognuno in corrispondenza di una punta della stella che assumono il valore di Belial, Leviathan, Lucifero, Satana, indicando Terra, Acqua, Aria, Fuoco; più la punta sud che rappresenta l'uomo.

## Membri
Gli esponenti della Chiesa di Satana si dividono in due categorie: membri registrati e attivisti. I membri registrati, che rappresentano la fetta numericamente più importante, sono semplicemente gli adepti della Chiesa: tutte le persone possono diventare membri registrati della Chiesa, a patto di condividerne i valori; i membri registrati, tuttavia, non hanno possibilità di far carriera all'interno del movimento.
Gli attivisti invece rappresentano, in un certo senso, il "clero" della Chiesa: per essere considerato un attivista il candidato deve collaborare intensamente con il movimento e i suoi esponenti locali. Gerarchicamente, gli attivisti possono essere divisi in sei gradi:
- Primo grado - satanista
- Secondo grado - stregone/strega
- Terzo grado - sacerdote/sacerdotessa
- Quarto grado - maestro/maestra
- Quinto grado - mago/maga
- Capo della Chiesa - gran sacerdote/gran sacerdotessa

Sull'evoluzione gerarchica dei cinque gradi si sa poco, a causa della segretezza della Chiesa che impedisce di rendere pubblici i membri di ogni grado. Si sa con certezza che gli attivisti partono dal primo grado, dopo essere stati presentati all'interno del movimento da un altro satanista e dopo aver risposto ad lunga serie di domande in cui dimostrare di avere la maturità necessaria per poter far parte di un gruppo con queste caratteristiche.
I passaggi da un grado inferiore a uno superiore avvengono solo su invito. I membri del terzo, quarto e quinto grado vengono chiamati "reverendi"; quelli del quinto ogni tanto ricevono l'appellativo di "dottori".

## Iscrizione
Per poter entrare bisogna essere maggiorenni e risiedere nella propria nazione di nascita: l'unica eccezione è fatta per i figli dei soci che dimostrino una certa comprensione della filosofia satanica; la loro partecipazione alla liturgia è comunque limitatissima fino a quando non raggiungono l'età adulta.
La Chiesa di Satana non fa proselitismo: le matricole, dopo essere state accettate, pagano la tassa d'iscrizione (negli Stati Uniti d'America essa è pari a 200$) e ricevono un cartellino rosso che funge da distintivo. I membri della Chiesa di Satana possono decidere di dimettersi e di chiudere la loro iscrizione in qualsiasi momento inviando una comunicazione scritta, datata e firmata, in cui vi si deve leggere "mi pregio di dimettere mia appartenenza alla Chiesa di Satana"; devono consegnare la loro carta di adesione all'amministrazione centrale, ed il loro file all'interno della banca dati verrà chiuso.

## Esponenti celebri
Sono stati iscritti alla Chiesa di Satana numerosi personaggi celebri: Jayne Mansfield, Kenneth Anger, King Diamond, Marilyn Manson, Teresa Hidy, David Vincent, Aaron Joehlin, Boyd Rice, Marc Almond, Matt Skiba, Derek Grant, Balls Mahoney, Sterling James Keenan, Michael Moynihan, Matthew McRaith.

## Lista dei Sommi Sacerdoti e Gran Sacerdotesse
- Anton LaVey - fondatore e sommo sacerdote (1966-1997)
- Diane Hegarty - fondatrice e gran sacerdotessa (1966-1984); compagna di LaVey
- Zeena Schreck - gran Sacerdotessa (1985-1990); figlia di LaVey e di Hegarty
- Karla LaVey - gran sacerdotessa (1990-1997); figlia di LaVey
- Blanche Barton - gran sacerdotessa (1997-2002); attuale maestra e regina del Tempio (2002-)
- Peter H. Gilmore - sommo sacerdote (2001-)
- Peggy Nadramia - gran sacerdotessa (2002-); moglie di Gilmore

Ufficialmente, dal 1997 al 2001, la carica di sommo sacerdote è stata vacante.